# Vilela (Villafranca del Bierzo)
Vilela es una localidad del municipio de Villafranca del Bierzo, en la comarca de El Bierzo, en la provincia de León, Comunidad Autónoma de Castilla y León (España).

## Situación
Se encuentra próxima a la Carretera Nacional N-VI.
Limita con las localidades de Corullón al SE; Horta al S; Valtuille de Abajo al E; Villafranca del Bierzo al N.

## Evolución demográfica
| 2000 | 2001 | 2002 | 2003 | 2004 | 2005 | 2006 | 2007 | 2008 | 2009 | 2010 | 2011 |
| 311  | 329  | 330  | 325  | 325  | 294  | 288  | 281  | 275  | 314  | 329  | 345  |